# 日高七海
日高 七海（ひだか ななみ、1991年4月28日 - ）は、日本の女優。宮崎県宮崎市出身。

## 人物
- 身長153cm。B82cm、W60cm、H83cm。靴のサイズ23.5cm[3]。
- 駒澤大学出身[3]。
- 趣味は映画鑑賞、ピアノ、カラオケ[3]。映画オタクであり、新文芸坐などに通っている。
- 特技はピアノ（西日本ピアノコンクール優秀賞）、剣道（初段）[3]。
- 祖父は元宮崎県議会議員の日高純一[3]。

## 出演

### 映画
- こんな女友達はイヤだ（2014年） - 主演：加奈子 役
- リアル鬼ごっこ（2015年7月11日、松竹、アスミック・エース） - れんこ 役[4]
- 母の恋人 （2016年2月25日、オムロ）
- 神宿スワン（2016年） - ナナミ 役
- 向こう側の女の子（2016年） - 主演：葵 役
- 獣道（2017年） - 中里千佳 役
- 咲-Saki-（2017年） - 土屋由理 役
- 笑う招き猫（2017年）- 田村菜摘 役
- 想影（2017年） - 由美の恋敵 役
- 飢えたライオン（2018年9月15日） - 尾田七海 役[5]
- いぬやしき（2018年） - マリの友達 役
- 無限ファンデーション（2018年） - 千明 役
- いつか輝いていた彼女は（2018年） - なつみ 役
- 左様なら（2018年） - 安西結花 役
- セブンティーンモータース（2019年） - 辻まどか 役
- 血まみれスケバンチェーンソーRED（2019年） - 仙崎 役
- 幸福な囚人（2019年）
- ステップ（2020年） - 原雪先生 役
- ファンファーレが鳴り響く（2020年）[6]
- トシエ・ザ・ニヒリスト（2021年）
- 幕が下りたら会いましょう（2021年11月公開） - 水淵早苗 役 [7]
- 銀平町シネマブルース（2023年2月10日） - 大崎美久 役[8]
- ブルーイマジン（2024年3月16日）[9]
- 三日月とネコ（2024年5月24日）[10]
- 立てば転ぶ（2024年）

### テレビドラマ
- 美しき罠〜残花繚乱〜 第1話 - 第3話（2015年1月8日 - 22日、TBS）
- REPLAY & DESTROY 第2話、第8話（2015年5月4日、6月15日、MBS）
- 孤独のグルメ Season10 第1話（2022年10月8日、テレビ東京） - バイト 役[11]
- 新しい怖い 第2話「シカク」（2024年4月26日〈予定〉、日本テレビ）[12]
- 青島くんはいじわる 第1話（2024年7月6日、テレビ朝日） - 千夏 役[13]
- ヒロシの心霊キャンプ 第2話「気配」（2024年10月10日、BS日テレ） - ひとみ 役
- 問題物件 最終話（2025年3月26日、フジテレビ） - 看護師 役[14]

### 舞台
- Music Theater "Into the Dusk"（2012年12月、parabolica-bis）

### ポッドキャスト
- 今ファミレスにいるんだけど隣の席の女子が話してる内容がジワジワきてるんだが共有してもいいですか?（2022年3月24日 - 、毎週木曜日18時配信、ポッドキャスト）[15]

### WEBメディア
- 【日高七海インタビュー】映画『三日月とネコ』でも印象的な演技を披露。これからが楽しみな個性派女優